# Conceição do Pará

Conceição do Pará é um município brasileiro do estado de Minas Gerais. Está localizado na Mesorregião do Oeste de Minas, a 136 km de Belo Horizonte. Limita-se ao sul com São Gonçalo do Pará e Igaratinga, a leste com Pará de Minas e Onça de Pitangui, ao norte com Pitangui, a oeste com Leandro Ferreira e a sudoeste com Nova Serrana.

## Geografia

### Hidrografia
O município de Conceição do Pará está totalmente localizado dentro da Bacia do Rio Pará, que faz parte da Região Hidrográfica do Rio São Francisco. O principal rio que banha o município é o Rio Pará, que é responsável por parte do limite com o município de Nova Serrana, depois corta o município no sentido Sul-Norte até o limite com o município de Pitangui, passando a compor o limite entre estes dois municípios no sentido Sudeste-Noroeste.
Outro rio importante que passa pelo município é o Rio São João. Este rio banha Conceição do Pará nos limites com os municípios de Pará de Minas, Onça de Pitangui e Pitangui. Segundo SILVEIRA (2010), 15,8% do território do município encontra-se na sub-bacia do Rio São João.

## Infraestrutura

### Rodovias
O principal acesso a Conceição do Pará por via rodoviária é realizado pela rodovia estadual MG 423, que atravessa a cidade, fornecendo acesso aos entroncamentos com a rodovia BR-262, próximo a Nova Serrana, e com a rodovia federal BR-352 na localidade de Brumado, município de Pitangui. Outra estrada importante para o município é a LMG-819, que dá acesso ao  Santuário Diocesano de Nossa Senhora da Conceição, que é destino turístico histórico e religioso da região.

### Geração de Energia
Estão instaladas no município duas barragens para geração de energia elétrica. Ambas as usinas pertencem à Companhia de Tecidos Santanense.
- Pequena Central Hidrelétrica Pitangui (Cachoeira Bento Lopes), instalada no Rio Pará, com potência nominal de 1.400 kW.[10]
- Usina Carioca (Pequena Central Hidrelétrica Cachoeira do Rosário), instalada no Rio São João, no limite com o município de Pará de Minas, com capacidade nominal de 1.600 kW.[11]

Além das usinas hidrelétricas, existe também fornecimento de energia à rede pela Usina Termelétrica Brasil Verde. Essa usina pertence à empresa Brasil Verde Agroindústrias Ltda, possui potência nominal de 1.200 kW e funciona com gás de alto-forno.

### Transmissão de Energia
Passa pelo território do município uma linha de transmissão de 500 kV, ligando a Subestação Bom Despacho 3, no município de Bom Despacho, à Subestação Neves 1, localizada no município de Ribeirão das Neves, na Região Metropolitana de Belo Horizonte. A linha de transmissão é operada pela Companhia Energética de Minas Gerais (CEMIG).
A rede de distribuição de energia é operada também pela CEMIG e ocorre em linhas de 138 kV, 69 kV e em linhas de média tensão.